# رونالد بي. ليفينسون
رونالد بي. ليفينسون (بالإنجليزية: Ronald B. Levinson)‏ هو باحث في تاريخ العصور الكلاسيكية وفيلسوف وأستاذ جامعي أمريكي، ولد في 18 أكتوبر 1896 في شيكاغو في الولايات المتحدة، وتوفي في 21 نوفمبر 1980 في بانجور في الولايات المتحدة.